# رابطه مبتذل
رابطه مبتذل (هندی: Yeh Nazdeekiyan) یک فیلم بالیوودی در ژانر شهوانی به کارگردانی وینود پنده است که در سال ۱۹۸۲ منتشر شد. از بازیگران آن می‌توان به شبانه اعظمی، پروین بابی، و نینا گوپتا اشاره کرد.